# Lagrangeeva funkcija
Lagrangeeva fúnkcija [lagránževa ~] (tudi lagranžijan ali Lagrangiana) je v fiziki funkcija, izbrana tako, da zajame celoten sistem (telo ali sistem teles). Domena Lagrangeeve funkcije je fazni prostor. Sistem se giblje tako, da zavzame Lagrangeeva funkcija ekstremno vrednost. Eulerjeve enačbe odgovarjajočega variacijskega problema so Euler-Lagrangeeve enačbe, diferencialne enačbe drugega reda, ki opisujejo gibanje sistema. V mehaniki se za Lagrangeevo funkcijo navadno vzame razliko kinetične in potencialne energije sistema. Ta pristop je znan kot Lagrangeeva formulacija gibalnih enačb.

## Zgledi iz mehanike
Naj bo v trirazsežnem prostoru definirana Lagrangeeva funkcija:
{\displaystyle {\frac {1}{2}}m\left({\frac {\mathrm {d} {\vec {\mathbf {x} }}}{\mathrm {d} t}}\right)^{2}-U({\vec {\mathbf {x} }})\!\,.}
Ustrezna Euler-Lagrangeeva enačba, ki opisuje gibanje tega sistema, je:
{\displaystyle m{\frac {\mathrm {d} ^{2}{\vec {\mathbf {x} }}}{\mathrm {d} t^{2}}}+\nabla V=0\!\,.}
Na osnovi tega rezultata se lahko hitro pokaže, da je Lagrangeev pristop enakovreden Newtonovemu. Če se vpelje silo {\displaystyle {\vec {\mathbf {F} }}} kot negativni gradient potenciala V, {\displaystyle {\vec {\mathbf {F} }}=-\nabla V}, se prepozna v Euler-Lagrangeevi enačbi 2. Newtonov zakon:
{\displaystyle m{\frac {\mathrm {d} ^{2}{\vec {\mathbf {x} }}}{\mathrm {d} t^{2}}}={\vec {\mathbf {F} }}\!\,.}